# محمدابراهیم مداحی
محمدابراهیم مداحی (زادهٔ ۱۳۴۰ در الیگودرز) نمایندهٔ حوزهٔ انتخابیهٔ الیگودرز در دورهٔ پنجم مجلس شورای اسلامی بوده‌است.